# Leon Kirchner
Leon Kirchner (Brooklyn, 24 de gener de 1919 - Manhattan, 17 de setembre de 2009) fou un compositor estatunidenc.
Kirchner, fill de pares russos, es va criar a Los Angeles, on va estudiar amb Arnold Schönberg, Roger Sessions i Ernest Bloch a la Universitat de Califòrnia a Berkeley. Si al principi de la seva carrera musical va rebre influències de Paul Hindemith, Béla Bartók i Igor Stravinski, ràpidament va passar a una sincera identificació amb l'estètica, encara que no tant amb els procediments específics, de Schönberg, Berg i Anton Webern.
D'extraordinari talent com a pianista i director d'orquestra, Kichner va ser sobretot un gran compositor. Membre de l'Acadèmia Americana de les Arts i les Lletres i de l'Acadèmia Americana de les Arts i les Ciències, va ser guardonat en dues ocasions pel Cercle de Crítics de Música de Nova York i va rebre el premi de Naumburg i el Pulitzer per la seva obra Quartet de corda núm. 3 i el premi Friedheim. També va dur a terme una sèrie de festivals de música que van ser capdavanters en tot el món i va donar classe durant molts anys a la Universitat Harvard.
Entre les seves obres cal destacar:
- Lily (1977), òpera en tres actes, llibret del mateix compositor a partir de la novel·la de Saül Bellow Henderson the rain king.
- Simfonia (1951)
- Concert núm. 1 per a piano (1953), guanyadora del premi Naumburg
- Toccata (1955)
- Concert per a violí, violoncel, 10 vents i percussió (1960)
- Sonata per a piano núm. 3, The forbidden